# Eduardo Martínez Somalo
Eduardo kardinál Martínez Somalo (31. března 1927 Baños de Rio Tobia – 10. srpna 2021 Řím) byl španělský římskokatolický kněz, vatikánský diplomat, kardinál. Jako camerlengo byl hlavou římskokatolické církve i státu Vatikán po smrti papeže Jana Pavla II. od 2. dubna do 19. dubna 2005.

## Život
Studoval v semináři v Logronu, později na Papežské univerzitě Gregoriana, kde získal licenciáty z teologie a kanonického práva. Kněžské svěcení přijal 19. března 1950. V srpnu 1956 získal doktorát z kanonického práva, poté se začal připravovat na diplomatickou dráhu v Papežské diplomatické akademii. Po dokončení studia zde přednášel, pracoval rovněž ve španělské sekci státního sekretariátu. Doprovázel papeže Pavla VI. při jeho pouti na 31. Mezinárodní eucharistický kongres v Kolumbii v srpnu 1968. V letech 1970 až 1975 působil jako asesor ve státním sekretariátě a současně působil jako kněz v římských nemocnicích.
V listopadu 1975 ho papež Pavel VI. jmenoval titulárním arcibiskupem a nunciem v Kolumbii. Biskupské svěcení mu udělil 13. prosince téhož roku kardinál státní sekretář Jean-Marie Villot. Do Vatikánu se vrátil v roce 1979 a pokračoval v práci ve státním sekretariátu jako zástupce státního sekretáře.
Při konzistoři v červnu 1988 ho papež Jan Pavel II. jmenoval kardinálem. V červenci téhož roku se stal prefektem Kongregace pro bohoslužbu a svátosti a v lednu 1992 prefektem Kongregace pro společnosti zasvěceného života a společnosti apoštolského života.
Od dubna 1993 (po smrti kardinála Sebastiana Baggia) do dubna 2007 plnil funkci camerlenga. Na funkci prefekta Kongregace pro společnosti zasvěceného života a společnosti apoštolského života rezignoval po dovršení kanonického věku v únoru 2004.
Jako camerlengo římskokatolické církve stál v čele státu Vatikán po smrti Jana Pavla II. v dubnu 2005. Na funkci camerlenga rezignoval v dubnu 2007. Jeho nástupcem jmenoval papež Benedikt XVI. kardinála Bertoneho.
Zemřel 10. srpna 2021 v Římě.
Jeho znak se nachází na jedné ze sérií vatikánských euromincí.